# Golden Creek Studio
Golden Creek Studio est une maison d'édition, créée par Alexandre Gazaï et spécialisée dans la réédition de bandes dessinées mythiques des années 1950, dans les aquarelles et dans les portfolio.

## Bandes dessinées rééditées
- Alix
- Benoit Brisefer
- Blake et Mortimer
- Chlorophylle
- Gil Jourdan
- Johan et Pirlouit
- Lucky Luke
- Spirou
- Tif et Tondu